# Känguruapfel

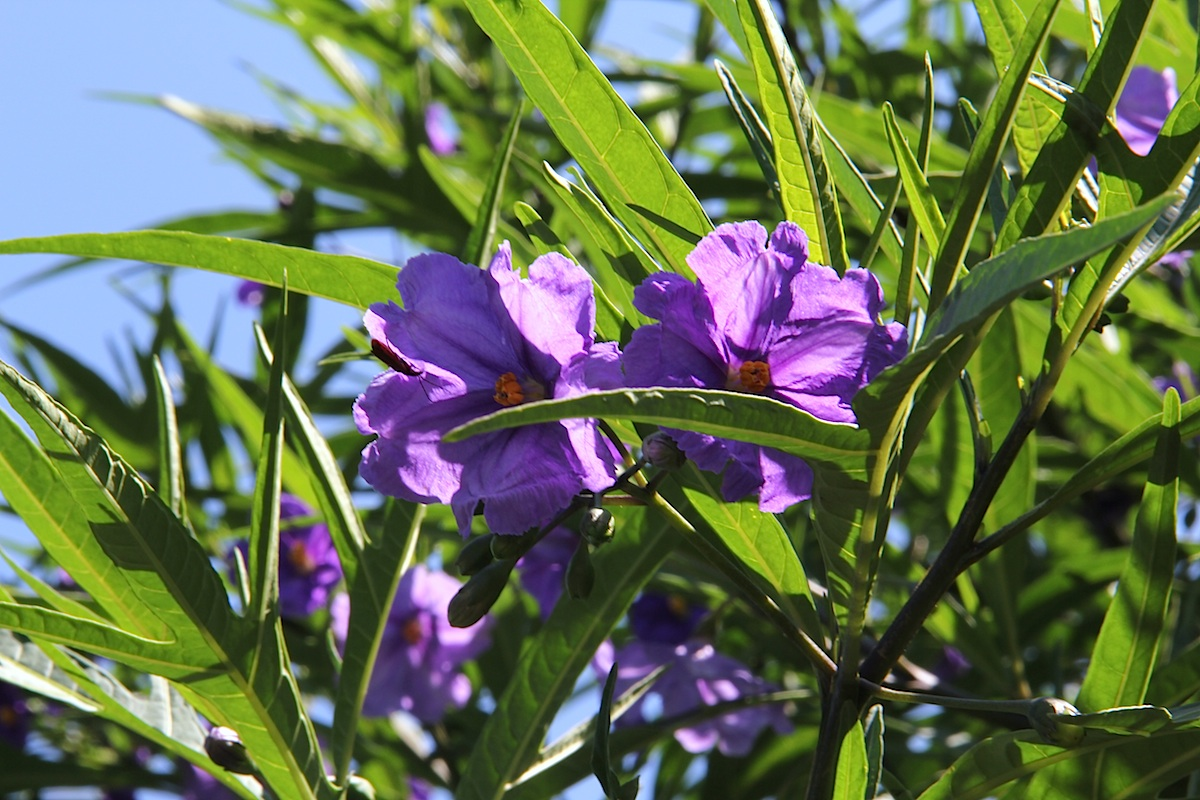
Solanum aviculare

Der Känguruapfel (Solanum aviculare) ist eine in Australien und Neuseeland beheimatete Pflanzenart aus der Gattung Nachtschatten (Solanum). Innerhalb der Gattung wird die Art in die Untergattung Archaesolanum eingeordnet. Der Name der Pflanze ist auf die Form ihrer Blätter zurückzuführen, die den Fußspuren von Kängurus ähnelt.

## Beschreibung

### Vegetative Merkmale
Der Känguruapfel ist ein meist 2, selten zwischen 1 und 4 m hoher, mehrjähriger Strauch mit weichen Zweigen, die nur nahe der Basis verholzen. Im Alter werden die Pflanzen sehr weitläufig, ohne dabei Ableger zu bilden. Die Äste stehen angewinkelt und wachsen nach oben. Bis auf feine, drüsige Trichome an den Triebspitzen und den Spitzen der Krone ist die Pflanze unbehaart. Die sympodialen Einheiten sind vielblättrig.
Die Laubblätter sind gefiedert bis einfach, die Spitze ist spitz zulaufend bis zugespitzt, die Basis ist schief keilförmig. Gefiederte Blätter sind breit elliptisch bis eiförmig 15 bis 30 cm lang und 10 bis 15 cm breit, die drei bis elf einzelnen Blattlappen sind lanzettlich bis elliptisch, 1 bis 10 cm lang und 1 bis 2 cm breit. Die meist deutlich ausgeprägten und nicht beflügelten Blattstiele sind 1 bis 1,5 cm lang.

### Blütenstände und Blüten
Die in den Sprossverzweigungen oder Blattachseln stehenden Blütenstände sind Wickel aus wenigen, bis zu zehn Blüten. Oftmals gabelt sich der Blütenstand an der Basis auf, in der Vergabelung selbst steht ebenfalls eine Blüte. Eine weitere Verzweigung des Blütenstandes tritt nur selten auf. Ein Blütenstandsstiel fehlt oft, die Blütenstandsachse ist bis zu 15 cm lang.
Die nickenden Blüten stehen an Blütenstielen, die zur Blühzeit 1,5 bis 2 cm lang sind. Die Blütenknospen sind elliptisch und stehen relativ früh über die Kelchröhre hinaus. Der Kelch ist glockenförmig, 3 bis 4 mm lang und mit grob dreieckigen Kelchzipfeln besetzt. Die 3 bis 4 cm durchmessende, sternförmige bis schwach glockenförmige Krone ist blass violett mit einem dunkel-violetten, sternförmigen Bereich in der Mitte. Die breiten Kronlappen sind miteinander mit einem Gewebe verwachsen, das über die eigentlichen Spitzen der Kronblätter hinausreicht.
Die kräftigen Staubfäden sind 3 mm lang, die langgestreckten Staubbeutel sind 4 mm lang und gerade nach oben gerichtet. Sie öffnen sich durch Poren an den Spitzen, die Poren sind zu kurzen Schlitzen verlängert. Der Fruchtknoten ist unbehaart, der blasse und ebenfalls unbehaarte Griffel ist etwa 7 bis 8 mm lang, leicht gebogen und aufrecht. Die Narbe ist grün oder blass.

### Früchte und Samen
Die Früchte sind eine 2 cm lange und 1 bis 1,5 cm breite Beeren mit umgekehrt eiförmig bis ellipsoider Gestalt. Sie reifen orangerot bis scharlachrot und sind saftig. Jede Frucht enthält 200 bis 600 Samen und zwölf bis 60 Steinzellen. Die Samen haben eine Größe von 1,5 bis 2 mm, sie sind hellrot oder bräunlich rot gefärbt, umgekehrt eiförmig oder breit umgekehrt eiförmig, die Samenoberfläche ist fein und konzentrisch gekörnt-netzartig. Die unauffälligen, abgerundeten Steinzellen sind meist 0,75 bis 1,5 mm groß, nur selten größer.

### Sonstige Merkmale
Der Känguruapfel enthält einen hohen Anteil an Solasodin, welches als Ausgangsbasis zur Herstellung von Steroiden dient. Diese Pflanzenart wird zu diesem Zweck auch angebaut.
Die Basischromosomenzahl ist {\displaystyle n=23}.

## Vorkommen
Die Art ist an der Ostküste Australiens verbreitet, kommt auch an den Berggipfeln Neuguineas und Neuseelands vor, auch im Süden Australiens ist sie eingebürgert worden. Sie wächst in feuchten Gebieten an gestörten Standorten.